# Natalja Sutiagina
Natalja Wiktorowna Sutiagina, ros. Наталья Викторовна Сутягина (ur. 17 stycznia 1980 w Penzie) - była rosyjska pływaczka, specjalizująca się w stylu motylkowym.
Mistrzyni Europy z Madrytu na 50 m stylem motylkowym, srebrna medalistka mistrzostw Europy z Eindhoven w sztafecie 4 x 100 m stylem zmiennym. Brązowa medalistka mistrzostw Europy na krótkim basenie z Antwerpii na 50 m motylkiem.
3-krotna uczestniczka igrzysk olimpijskich: z Sydney (11. miejsce na 100 m stylem motylkowym i 9. miejsce w sztafecie 4 x 100 m stylem zmiennym), Aten (16. miejsce na 100 m stylem motylkowym i 12. miejsce w sztafecie 4 x 100 m stylem zmiennym) oraz Pekinu (14. miejsce na 100 m stylem motylkowym i 5. miejsce w sztafecie 4 x 100 m stylem zmiennym).
W 2009 roku zakończyła sportową karierę.